# Княжиця (станція)
Кня́жиця (біл. Кня́жыца) — проміжна залізнична станція 5-го класу Вітебського відділення Білоруської залізниці на лінії Вітебськ — Полоцьк між зупинними пунктами Гришани (5 км) та Летці (6,3 км). Розташована у однойменному селі Княжиця Вітебського району Вітебської області.

## Історія
1866 року через село Княжиця прокладена Дінабурго-Вітебська залізниця та побудована однойменна станція, біля якої було утворено однойменне поселення.

## Пасажирське сполучення
На станції Княжиця зупиняються поїзди регіональних ліній економкласу сполученням Вітебськ — Полоцьк.